# Ascochyta boltshauseri
Ascochyta boltshauseri är en svampart som beskrevs av Sacc. 1891. Ascochyta boltshauseri ingår i släktet Ascochyta, ordningen Pleosporales, klassen Dothideomycetes, divisionen sporsäcksvampar och riket svampar.   Inga underarter finns listade i Catalogue of Life.